# 川嶋美楓
川嶋 美楓（かわしま みふ、2007年12月13日 - ）は、日本の歌手、アイドル。女性アイドルグループJuice=Juiceのメンバー。
京都府出身。アップフロントプロモーション所属。

## 略歴
2021年
- 「ハロー!プロジェクト「Juice=Juice」「つばきファクトリー」合同新メンバーオーディション」に応募するが、落選。
- 8月24日、吉田姫杷とともにハロプロ研修生に加入。

2022年
- 5月3日、『Hello! Project 研修生発表会 2022 ～春の公開実力診断テスト～』にてJuice=Juice「ポツリと」（課題曲）・モーニング娘。「青春コレクション」（自由曲）を披露し、『宮本佳林・小片リサ賞』を受賞。

2023年
- 4月30日、『Hello! Project 研修生発表会2023 ～春の公開実力診断テスト～』にてごまっとう「SHALL WE LOVE?」（課題曲）・℃-ute「悲しきヘブン」（自由曲）を披露し、『ベストパフォーマンス賞』（1,318票）を受賞。
- 5月23日、Juice=Juiceへの加入が発表された。
- 10月11日、ベストセレクションアルバム「Juicetory」でJuice=Juiceとしてメジャーデビュー。
- 10月12日、突発性難聴により加療が必要と診断され、同週に開催されるJuice=Juiceのコンサートを欠席すると発表。
- 10月26日、突発性難聴の症状が改善されないため、しばらくの間活動を休止し治療に専念することが発表される。

2024年
- 4月20日、同日開催されたJuice=Juiceのコンサートツアー初日より、活動を再開。

2025年
- 2月26日発売の「初恋の亡霊/今夜はHearty Party」でJuice=Juiceのシングルに初参加。

## 人物
- ニックネームは、みっぷる。メンバーカラーはピュアレッド[12]。
- 血液型AB型[1]。
- 趣味は友達と遊ぶ、ショッピング[1]。
- 好きな音楽ジャンルはJ-POP、洋楽[1]。
- 好きなスポーツはダンス、アクロバット[1]。
- 座右の銘は「人事を尽くして天命を待つ」[1]。
- Juice=Juice加入前、花*花のこじまいづみから歌唱指導を受けていた[13]。

## 出演

### イベント
- 鈴木啓太バースデーイベント2025 ～集え!赤き戦士達～（2025年5月12日、渋谷シダックスカルチャーホール）[14]

## 所属グループ・ユニット
- Juice=Juice（2023年 - ）